# GSC2412-1235
GSC2412-1235 — хімічно пекулярна зоря спектрального класу B9, що має видиму зоряну величину в смузі V приблизно 10,0.

## Пекулярний хімічний вміст
Зоряна атмосфера GSC2412-1235 має підвищений вміст 
Si
.